# Cực lạc
 Đây là một bài viết bách khoa có tên Cực lạc. Về nghĩa của từ này, xem Cực lạc tại Wiktionary.

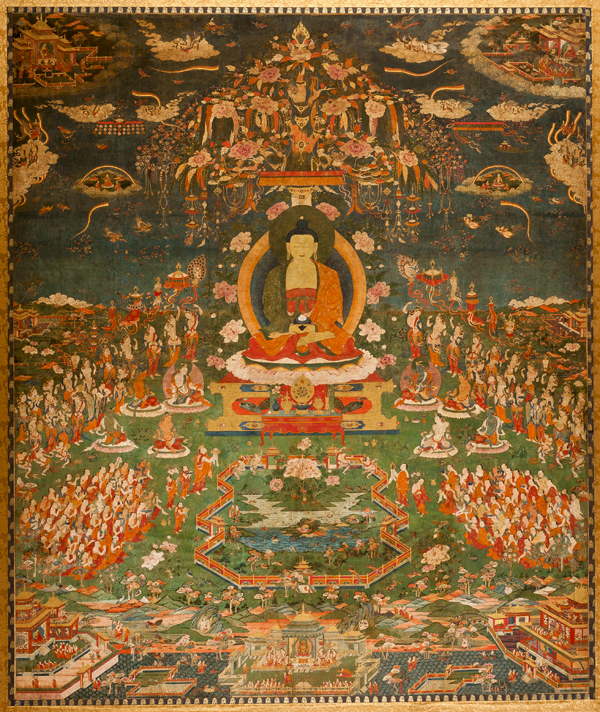
Cực lạc quốc

Cực lạc (zh. 極樂, sa. Sukhāvatī, ja. Gokuraku,bo. Dewachen བདེ་བ་ཅན་), còn được gọi là An lạc quốc nơi thanh tịnh nhất (zh. 安樂國), là tên của Tây phương Tịnh độ, nơi Đức Phật A-di-đà tiếp dẫn. Tịnh độ này được vị này tạo dựng lên bằng thệ nguyện của mình và thường được nhắc đến trong các kinh điển Đại thừa. Tịnh độ tông cho rằng nhờ lòng tin kiên cố nơi Phật A-di-đà và kiên trì niệm danh hiệu của ngài cùng giữ đúng các hạnh (chọn đại hạnh bỏ tạp hạnh) hành giả sẽ được tái sinh nơi cõi này và hưởng một đời sống an lạc cho tới khi nhập Niết-bàn.
Tịnh độ này được nhắc nhiều trong các bộ A-di-đà kinh (sa. amitābha-sūtra), Vô Lượng Thọ kinh (sa. sukhāvatī-vyūha), Quán vô lượng thọ kinh (sa. amitāyurdhyāna-sūtra). Theo kinh sách, Cực lạc tịnh độ nằm ở phương Tây cách nơi đây 10 vạn ức cõi Phật. Đây là một nơi đầy ánh sáng rực rỡ do A-di-đà phát ra. Thế giới này tràn ngập mùi hương thơm, đầy hoa trời (hoa Mạn-đà-la) nhạc trời và châu báu. Trên trời có các loài chim như Bạch Hạc, Khổng Tước, Anh Võ, Ca Lăng Tần Già, Cộng Mạng Chi Điểu,...ngày đêm thuyết pháp. Những loài chim ấy không phải do làm ác mà đọa làm chim, mà do tâm từ của Phật A Di Đà tạo thành. Ở đó không có các đường ác mà chỉ có các bậc bồ tát, cùng chúng Thanh Văn, Duyên Giác. Chúng sinh nhờ nguyện lực được sinh về thế giới này (phát tâm Bồ Đề) từ trong hoa sen (liên hoa hóa sinh), mọi mong cầu sẽ được như ý, không còn già chết bệnh tật, được tắm trong nước bát công đức. Trong thế giới này, mọi chúng sinh đều cầu pháp và sẽ được nhập Niết-bàn. Nguồn hạnh phúc lớn nhất là được nghe A-di-đà giảng pháp, bên cạnh có hai vị Đại Bồ Tát Quán Thế Âm và Đại Thế Chí. Con đường tu để đến cõi Cực Lạc là có đủ tín, nguyện, hạnh. Tín là tin hoàn toàn nơi Phật trí, nguyện là phải phát nguyện vãng sinh, hạnh là công đức tu tập.

## Bát công đức thủy
“Bát công đức thủy” có nghĩa là thứ nước chứa đầy đủ tám yếu tố, phẩm hạnh tốt đẹp. Tám phẩm chất tốt đẹp ấy bao gồm:
1. Trừng tịnh (澄淨): trong sạch hoàn toàn.
2. Thanh lãnh (清冷): tinh khiết, mát mẻ.
3. Cam mỹ (甘美): đặc tính ngon ngọt.
4. Khinh nhuyễn (輕軟): ôn hoà, nhẹ nhàng.
5. Nhuận trạch (潤澤): tươi nhuận tròn đầy.
6. An hoà (安和): êm thuận, an ổn.
7. Ẩm thời trừ cơ khát đẳng vô lượng quá hoạn (飲時。除飢渴等無量過患): uống vào, trừ được đói khát và mọi bệnh khổ.
8. ẩm dĩ định năng trường dưỡng chư căn tứ đại, tăng ích chủng chủng thù thắng thiện căn (飲已。定能長養諸根四大。增益種種殊勝善根): uống vào, nhất định tăng trưởng các căn tứ đại và làm lớn mạnh, thù thắng chủng chủng thiện căn.

Vì thứ nước này có tám tính chất, tám mùi vị giúp người uống đạt được sự an ổn tuyệt diệu, nhẹ nhàng, trong sạch về thể xác cũng như tinh thần; nên còn được gọi bằng tên “Bát vị thủy” (八味水).
Trong Kinh A Di Đà, đức Phật Thích Ca khi giới thiệu về cảnh quan thế giới Cực Lạc có đoạn: “Hựu Xá Lợi Phất, Cực Lạc quốc độ, hữu thất bảo trì, bát công đức thủy, sung mãn kỳ trung”. Dịch nghĩa “Lại nữa, này tôn giả Xá Lợi Phất, ở đất nước Cực Lạc, có ao làm bằng bảy thứ quý báu; nước có tám thứ phẩm chất tốt đẹp tràn đầy ở bên trong”. Do đó, “Bát công đức thủy” còn được biết đến với tên gọi: “Bát trì thủy” (八池水) – nước ao có tám đặc tính quý báu. Và hồ có thứ nước với tám phẩm chất tốt đẹp đó được gọi với tên là “Bát công đức trì, “Thất diệu bảo trì”.
Với tám đặc tính vi diệu đó, nước bát công đức tương đồng với giọt cam lộ trên cành dương chi của đức Quán Thế Âm. Thứ nước này không chỉ có khả năng trừ diệt cấu uế, dơ bẩn của thế gian; mà còn có khả năng diệt sạch não phiền và cứu độ mọi hiểm nguy của chúng hữu tình.